# Neon Golden
Neon Golden è il quinto album della band tedesca Notwist, pubblicato nel febbraio 2002 in Europa dalla City Slang/Virgin Records e nel febbraio 2003 negli Stati Uniti dalla Domino Records.

## Accoglienza
Il disco è stato recensito positivamente da quasi tutti i magazine e siti web dedicati: AllMusic gli ha assegnato 4/5 stelline; per Pitchfork merita il voto di 9.2/10; PopMatters gli attribuisce 5/5.

## Tracce
1. One Step Inside Doesn't Mean You Understand – 3:15
2. Pilot – 4:28
3. Pick Up the Phone – 3:55
4. Trashing Days – 3:24
5. This Room – 4:45
6. Solitaire – 3:29
7. One with the Freaks – 3:38
8. Neon Golden – 5:54
9. Off the Rails – 3:27
10. Consequence – 5:13

La versione statunitense dell'album contiene tre tracce aggiuntive, ossia Scoop (3:26), Propeller 9 (4:25) e Formiga (2:21) già edite nell'EP Untitled (Scoop).